# Olympische Jugend-Sommerspiele 2014/Teilnehmer (Slowakei)
| Gelbes Symbol für Goldmedaillen mit stilisierten Olympischen Ringen | Graues Symbol für Silbermedaillen mit stilisierten Olympischen Ringen | Braundes Symbol für Bronzemedaillen mit stilisierten Olympischen Ringen |
| ------------------------------------------------------------------- | --------------------------------------------------------------------- | ----------------------------------------------------------------------- |
| —                                                                   | 2                                                                     | 1                                                                       |

Die Jugend-Olympiamannschaft der Slowakei für die II. Olympischen Jugend-Sommerspiele vom 16. bis 28. August 2014 in Nanjing (Volksrepublik China) bestand aus 38 Athleten.

## Athleten nach Sportarten

### Bogenschießen
Jungen
- Boris Baláž
Einzel: 17. Platz
Mixed: 9. Platz (mit Verona Villegas  Venezuela)

### Boxen
Jungen
- Michal Takács
Bantamgewicht: 5. Platz

### Fußball
Mädchen
- 4. Platz
- Timea Bochinová
- Bianka Brúniková
- Simona Čerkalová
- Tamara Gmitterová
- Andrea Herbríková
- Kristína Hrádeľová
- Veronika Jančová
- Lenka Kopčová
- Katarína Májovská
- Maria Mikolajová
- Denisa Mochnacká
- Denisa Mráziková
- Barbara Rigó
- Tamara Solárová
- Alexandra Štrúbelová
- Laura Suchá
- Martina Šurnovská
- Nikola Vagaská

### Kanu
| Mädchen - Michaela Haššová Kajak-Einer Slalom: 5. Platz Kajak-Einer Sprint: 9. Platz | Jungen - Jakub Grigar Kajak-Einer Slalom: Silber Kajak-Einer Sprint: 17. Platz - Marko Mirgorodský Kanu-Einer Slalom: Bronze Kani-Einer Sprint: 9. Platz |

### Leichtathletik
| Mädchen - Michaela Pešková 400 m Hürden: Silber 8 × 100 m Mixed: 55. Platz - Patrícia Slošárová Kugelstoßen: 10. Platz | Jungen - Pavol Ženčár Diskuswurf: kein gültiger Versuch (Finale) |

### Radsport
Mädchen
- Nina Janušíková
- Tereza Medveďová
Kombination: 11. Platz
Mixed: 21. Platz (mit Delawn Julian Abraham und Zahir Figueroa  Belize)

### Schießen
Mädchen
- Samuela Ernstová
Luftpistole 10 m: 19. Platz
Mixed: 13. Platz (mit Kim Cheong-Yong  Südkorea)

### Schwimmen
| Mädchen - Barbora Mišendová 50 m Freistil: 11. Platz 50 m Schmetterling: 7. Platz - Karolina Hájková 50 m Rücken: 20. Platz 100 m Rücken: 16. Platz | Jungen - Tomáš Púchly 50 m Freistil: 16. Platz 100 m Schmetterling: 17. Platz |

### Segeln
Jungen
- Martin Beránek
Windsurfen: 20. Platz

### Tennis
| Mädchen - Kristína Schmiedlová Einzel: Viertelfinale Doppel: 1. Runde Mixed: 1. Runde - Viktória Kužmová Einzel: 1. Runde Doppel: 1. Runde Mixed: Achtelfinale | Jungen - Martin Blaško Einzel: Achtelfinale Doppel: 1. Runde Mixed: Achtelfinale - Alex Molčan Einzel: 1. Runde Doppel: 1. Runde Mixed: 1. Runde |

### Turnen
Jungen
- Igor Takáč
Einzelmehrkampf: 11. Platz